# David Eyges
David MacAulay Eyges (nacido el 6 de noviembre de 1950) es un violonchelista, compositor y productor de discos de jazz estadounidense.

## Primeros años de vida
Eyges nació en San Francisco el 6 de noviembre de 1950. Su familia se instaló en Belmont, Massachusetts, en 1953. Comenzó a tocar el piano a los cinco años y recibió lecciones de violonchelo desde los 11. En 1968-69 estudió en la Universidad de Boston y obtuvo una licenciatura en estudios de violonchelo en la Escuela de Música de Manhattan en 1972. Los encuentros con músicos de blues en Cambridge, Massachusetts, fueron una influencia importante, ya que Eyges buscó transferir elementos de su música al violonchelo.

## Vida posterior y carrera
"Eyges trabajó durante algunos años en varias orquestas de concierto y conjuntos de teatro, y en ocasiones ganó honorarios proporcionando música de fondo para anuncios publicitarios". Su carrera discográfica comenzó en 1974, con el vibrafonista Bobby Paunetto. El álbum debut de Eyges como líder, The Captain, llegó tres años después. Se casó en 1976 y nació un hijo en 1984.
Desde 1987, Eyges se especializó en tocar un violonchelo eléctrico de cuerpo sólido Tucker F. Barrett. Comentó que, además de poder producir una variedad de colores a partir del instrumento, tenía dos ventajas sobre un violonchelo acústico: "volumen, porque tocar un instrumento acústico con un baterista feroz simplemente no lo logra; y transportabilidad, ya que puedo guardarlo con seguridad en los compartimentos de equipaje de aviones y trenes." 
La forma de tocar de Eyges influyó en las generaciones posteriores de violonchelistas creativos, que aparecieron a partir de la década de 1990. Formó MidLantic Records en 2002 y produjo álbumes para el sello, además de seguir tocando.

## Estilo
Jon Pareles notó dos facetas de la forma de tocar de Eyges en 1983. Al tocar, su trío (James Emery a la guitarra y Sunny Murray a la batería) era blues y "Eyges trataba su violonchelo como un instrumento de percusión". Al hacer una reverencia, "las piezas pedían melodías prolongadas".